# Pamela Hathway
Pamela Hathway (* 25. Oktober 1987 in München) ist eine ehemalige deutsche Squashspielerin.

## Karriere
Pamela Hathway spielte im Jahr 2008 erstmals auf der WSA World Tour. Ihre höchste Platzierung in der Weltrangliste erreichte sie mit Position 138 im März 2009.
Mit der deutschen Nationalmannschaft nahm sie 2008 und 2012 an der Weltmeisterschaft teil. Von 2009 bis 2013 stand sie außerdem fünfmal in Folge im Kader bei Europameisterschaften. Sie vertrat Deutschland darüber hinaus 2009 bei den World Games, bei denen sie in der Auftaktrunde gegen Jenny Duncalf verlor.
2008 und 2010 nahm sie an den Europameisterschaften im Einzel teil. 2008 scheiterte sie im Achtelfinale an Annelize Naudé, 2010 in der ersten Runde an Manuela Manetta. Sie wurde 2012 und 2013 Deutsche Vizemeisterin jeweils nach Finalniederlagen gegen Kathrin Hauck und Franziska Hennes.

## Erfolge
- Deutsche Vizemeisterin: 2012, 2013